# Луис Л'Амур
Луис Диърборн Л'Амур (на английски: Louis L'Amour) е американски писател, автор на бестселъри в жанровете уестърн, исторически роман, трилър и научна фантастика. Писал е и под псевдонимите Джим Майо и Текс Бърнс.

## Биография и творчество
Луис Диърборн Л'Амур е роден на 22 март 1908 г. в Джеймстаун, Северна Дакота, САЩ, и е седмо дете на французина д-р Луис Чарлз Л'Амур и ирландката Емили Диърборн. Баща му е бил известен ветеринарен лекар, местен политик и търговец на селскостопанско оборудване, установил се в Дакота през 1882 г., а майка му е учителка. Прекарва детството си в родния град, сред земите на каубои и кервани добитък. Чете много в местната библиотека, особено историческите книги на британския автор Г. А. Хенти.
След серия от банкови фалити през 1923 г. семейството се отправя на юг. През следващите седем-осем години Луис Л'Амур се занимава с дране на добитък в Западен Тексас, балира сено в долината Пекос в Ню Мексико, работи в мините на Аризона, Калифорния и Невада, и в дъскорезниците по тихоокеанския северозапад. В тези места той среща много различни личности от Стария Запад, върху чиито образи по-късно моделира героите си. Луис опитва да бъде професионален боксьор и печели 51 от 59 битки. След това той става моряк от търговския флот и пътува много по света, понякога със семейството си. Посещава всички страни от Западна Европа, Япония, Китай, Борнео, Холандска Индия, Арабия, Египет и Панама. В началото на 30-те години, докато е с родителите си в Оклахома, се опитва да твори на писателското си поприще.
Първоначално пише поезия, статии за бокс и пътеводители. После започва да пише приключенски и криминални истории, които предлага на различни списания. Те започват да се публикуват сравнително редовно след 1938 г. В девет разказа от 1940 – 1943 г. Л'Амур създава своя герой, морският капитан и наемник Джим Майо. Преди войната той пише само един уестърн – разказът „The Town Не Guns може Tame“.
До началото на Втората световна война продължава да е пътуващ работник в търговския флот, а по време на войната е в армията като офицер по транспорта. Докато е във военна Европа пише за списание „Standard“. След войната се премества в Лос Анджелис и пише за списание „Dime Western“, където през 1946 г. излиза разказът му „Law of the Desert Born“. Контактите му с издателя Лео Маргулис довеждат до договор за много разкази в жанра уестърн, които той публикува под псевдонима Джим Майо.
Първият си роман „Westward the Tide“ Л'Амур публикува през 1950 г. в Англия. Той е последван от кратката поредица „Хопалонг Касиди“ излязла под псевдонима Текс Бърнс със съдействието на Лео Маргулис. В началото на 50-те произведенията му са харесани за екранизация в киното и много от разказите и романите му са филмирани в киното и телевизията. В следващите години Луис Л'Амур продължава да пише, като на основата на разказите си, които пренаписва и допълва, създава редица от романи за различни издатели.
През 1956 г. Луис Л'Амур се жени за Катрин Елизабет Адамс. Имат син и дъщеря.
Писателската кариера на Л'Амур процъфтява в началото на 60-те години, когато започва да публикува поредицата исторически романи за семейство Сакет. Първоначално пише пет книги за Уилям Тел Сакет и неговите близки роднини, а в по-късните части от тази амбициозна серия включва и други семейства, в рамките на четири века история на Северна Америка. Успех имат и следващите серии за семейства Килкени, Талон и Шантри.
Луис Л'Амур пише неуморно до смъртта си в най-различни литературни жанрове. Той има общо над 100 романа и 250 разказа, които са издадени в над 300 милиона екземпляра. Голяма част от тях са публикувани от наследниците след смъртта му.
За своето творчество получава редица награди. През 1979 г. романът му „Bendigo Shafter“ печели националната награда в категория уестърн. През май 1972 г. е удостоен с титлата „доктор хонорис кауза“ от колежа в Джеймстаун за неговия литературен и социален принос. През 1982 г. е награден със златния медал на Конгреса на САЩ, а през 1984 г. президентът Роналд Рейгън му присъжда президентския медал на свободата.
Последните години от живота си писателят прекарва в своето ранчо в Колорадо. Той е мечтал в него да се изгради копие на типичните градове от Дивия Запад с наименование Шалако, по името на един от неговите герои, но проектът не се реализира.
Луис Л'Амур умира от рак на белите дробове на 10 юни 1988 г. в Лос Анджелис, Калифорния. Погребан е в гробището „Форест Лоун“ в Глендейл.

## Произведения

### Самостоятелни романи
- Westward the Tide (1950)
- Crossfire Trail (1953)
- Hondo (1953)
- Showdown at Yellow Butte (1953) – под псевдонима Джим Майо
- Utah Blaine (1954) – под псевдонима Джим Майо
- To Tame a Land (1955)
Укротяване на степта, изд. „Universe“ Хасково (1994), прев. Борис Шишков
- Guns of the Timberlands (1955)
Стрелци на честта, изд. „Universe“ Хасково (1995), прев. Тодор Стоянов
- Heller with a Gun (1955)
- The Burning Hills (1956)
- Silver Canyon (1956)
Сребърният каньон, изд. „Universe“ Хасково (1995), прев. Тодор Стоянов
- Last Stand at Papago Wells (1957)
- Sitka (1957)
- Radigan (1958)
Радиган, изд.: „Абагар“, София (1992), прев. Ленин Костов
- The First Fast Draw (1959)
- Taggart (1959)
- Flint (1960)
- Killoe (1962)
- Shalako (1962)
- High Lonesome (1962)
- Catlow (1963)
- Dark Canyon (1963)
- Fallon (1963)
- How the West Was Won (1963)
- Hanging Woman Creek (1964)
- Kiowa Trail (1964)
- The High Graders (1965)
- Key-lock Man (1965)
- Kilrone (1966)
- The Broken Gun (1966)
- Kid Rodelo (1966)
- Matagorda (1967)
- Chancy (1968)
- Down the Long Hills (1968)
- Brionne (1968)
- The Tall Stranger (1969)
- The Empty Land (1969)
- Conagher (1969)
- The Man Called Noon (1970)
- Reilly's Luck (1970)
- Under the Sweetwater Rim (1971)
- Tucker (1972)
- Callaghen (1972)
- The Man from Skibbereen (1973)
- The Quick and the Dead (1974)
- The Californios (1974)
- Where the Long Grass Blows (1976)
- Bendigo Shafter (1978)
- The Proving Trail (1978)
- The Iron Marshal (1979)
- Comstock Lode (1981)
- The Cherokee Trail (1982)
- The Shadow Riders (1982)
- The Lonesome Gods (1983)
- Rawhide Range (1983)
- Son of a Wanted Man (1984)
- Walking Drum (1984)
- Passin' Through (1985)
- Man Riding West (1986)
- Last of the Breed (1986)
- West of Pilot Range (1986)
- South of Deadwood (1986)
- The Haunted Mesa (1987)
- Case Closed – No Prisoners (1987)
- One for the Mohave Kid (1988)
- Stay Out of My Nightmare (1989)
- Too Tough To Brand (1989)
- Grub Line Rider (1990)
- Bill Carey Rides West (1990)
- Down the Pogonip Trail (1990)
- Merrano of the Dry Country (1990)
- The Town No Guns Could Tame (1991)
- Booty for a Bad Man (1991)
- Get Out of Town (1991)
- Keep Travelin' Rider (1991)
- One for the Pot (1991)
- Ride You Tonto Raiders (1991)
- Showdown Trail (1992)
- Lit a Shuck for Texas (1992)
- McQueen of the Tumbling K (1992)
- A Job For a Ranger (1992)
- Mule for Santa Fe (1992)
- The Trail to Peach Meadow Canyon (1992)
- The Turkeyfeather Riders (1993)
- Ranger Gets His Man (1993)
- Desert Death Song (1993)
- The Black Rock Coffin Makers (1993)
- Four Card Draw (1993)
- Down Sonora Way (1994)
- His Brother's Debt (1995)
- Horse Heaven (1995)
- The Marshall of Sentinel (1995)
- Far Blue Mountains (1996)
- Fork Your Own Broncs (1996)
- More Brains than Bullets (1996)
- Strawhouse Trail (1997)
- Killer from the Pecos (1998)
- Medicine Ground (1998)
- Love and the Cactus Kid (1999)
- Survival (1999)
- Unguarded Moment (1999)
- Western Classics (1999)
- Dead Man's Trail (2000)
- Mistakes Can Kill You (2000)
- No Man's Man (2000)
- Rain on the Mountain Fork (2001)
- Fighter's Fiasco (2002)
- Strange Pursuit (2002)
- That Triggernometry Tenderfoot (2002)
- The Sixth Shotgun (2003)
- West of the Tularosas (2004)
- Lone Star Law (2005)
- Showdown on the Hogback (2005)
- Home in the Valley (2005)
- There's Always a Trail (2005)
- Law of the Desert (2007)
- Big Medicine (2008)

### Серия „Хопалонг Касиди“ (Hopalong Cassidy) – под псевдонима Текс Бърнс
1. The Rustlers of West Fork (1951)
2. The Riders of High Rock (1951)
3. The Trail to Seven Pines (1951)
4. Trouble Shooter (1952)

### Серия „Сакетс“ (Sacketts)
по хронология на действието
1. Sackett's Land (1974)
2. To the Far Blue Mountains (1976)
3. The Warriors Path (1980)
4. Jubal Sackett (1985)
5. Ride the River (1983)
6. The Daybreakers (1964)
7. The Courting of Griselda – разказ в „End of the Drive“ (1997)
8. Lando (1962)
9. Sackett (1964)
10. Booty for a Badman – разказ в „War Party“ (1975)
11. Mojave Crossing (1964)
12. The Sackett Brand (1965)
13. The Sky-Liners (1967)
14. The Lonely Men (1969)
15. Mustang Man (1970)
16. Galloway (1970)
17. Treasure Mountain (1973)
18. Ride the Dark Trail (1972)
19. Lonely on the Mountain (1980)

### Серия „Килкени“ (Kilkenny)
1. The Rider of Lost Creek (1976)
2. The Mountain Valley War (1978) – издаден още като „A Man Called Trent“
3. Kilkenny (1954)
4. A Gun for Kilkenny (1997)

- Monument Rock – разказ в „Monument Rock“

### Серия „Талон и Шантри“ (Talon and Chantry)
1. Borden Chantry (1977)
2. Fair Blows the Wind (1978)
3. The Ferguson Rifle (1973)
4. The Man from the Broken Hills (1975)
5. Milo Talon (1981)
6. North to the Rails (1971)
7. Over On the Dry Side (1975)
8. Rivers West (1975)

### Серия „Чик Боудри“ (Chick Bowdrie)
1. A Trail to the West (1986)
2. Where Buzzards Fly (1986)
3. Bowdrie Passes Through (1988)
4. Bowdrie Follows a Cold Trail (1992)
5. Outlaws of Poplar Creek (1993)
6. Bowdrie Rides a Coyote Trail (2004)
7. Ranger Rides to Town (2004)
8. The Road to Casa Piedras (1990)

### Разкази
- Booty for a Badman
- The Courting of Griselda

### Документалистика
- Frontier (1984)
- A Trail of Memories: The Quotations of Louis L'amour (1988)
- Education of a Wandering Man (1989) – автобиография

### Филмография
- 1953 East of Sumatra
- 1953 Hondo
- 1954 Four Guns to the Border
- 1955 Treasure of Ruby Hills
- 1955 Climax!
- 1955 Stranger on Horseback
- 1955 City Detective (ТВ сериал)
- 1956 Chevron Hall of Stars (ТВ сериал)
- 1956 Blackjack Ketchum, Desperado (по романа „Kilkenny“)
- 1956 Schlitz Playhouse (ТВ сериал)
- 1956 The Burning Hills (по романа)
- 1957 Utah Blaine (по романа)
- 1957 Sugarfoot (ТВ сериал)
- 1957 Maverick (ТВ сериал)
- 1957 The Tall Stranger
- 1958 Apache Territory
- 1959 The Texan (ТВ сериал)
- 1960 Heller in Pink Tights (по романа „Heller with a Gun“)
- 1960 Guns of the Timberland (по романа)
- 1964 Taggart (по романа)
- 1966 Kid Rodelo (по романа)
- 1967 Hondo and the Apaches (ТВ филм, по „The Gift of Cochise“)
- 1967 Hondo (ТВ сериал)
- 1968 Shalako (по романа)
- 1971 Catlow (по романа „Catlow“)
- 1972 Cancel My Reservation (по романа „The Broken Gun“)
- 1973 The Man Called Noon (по романа)
- 1979 The Sacketts (ТВ филм, по романите „The Daybreakers“ & „Sackett“)
- 1981 Walt Disney's Wonderful World of Color (ТВ сериал)
- 1981 The Cherokee Trail (ТВ филм, по романа)
- 1982 The Shadow Riders (ТВ филм, по романа)
- 1984 – 1985 Five Mile Creek (ТВ сериал, по романа „The Cherokee Trail“)
- 1986 Louis L'Amour's Down the Long Hills (ТВ филм, по романа)
- 1987 The Quick and the Dead (ТВ филм, по романа)
- 1991 Conagher (ТВ филм, по романа)
- 1996 Shaughnessy (ТВ филм, по романа „The Iron Marshal“)
- 2001 Crossfire Trail (ТВ филм, по романа)
- 2001 The Diamond of Jeru (ТВ филм)

### Книги за Луис Л'Амур
- Louis L'Amour Checklist (1983) от Джедадая Клаус
- Louis L'Amour: His Life and Trails (1990) от Робърт Филипс
- Louis L'amour (1992) от Робърт Л. Гейл
- Louis L'Amour: An Annotated Bibliography and Guide (1992) от Хал Хал
- Checklist of Louis L'Amour (1994) от Кристофър П. Стивънс
- The Work of Louis L'Amour (1998) от Боден Кларк (Робърт Реджиналд) и Хал Хал
- The Wild, Wild West Of Louis L'amour (2005) от Брус Уекслър